# Třída River (1961)
Třída River byly fregaty australského námořnictva. Během služby byly reklasifikovány na eskortní torpédoborce. Celkem bylo ve dvou skupinách postaveno šest jednotek této třídy. První čtyři byly odvozeny od britských fregat typu 12M Rothesay a poslední dvě vycházely z modernějších fregat typu 12I Leander. Austrálie tuto třídu provozovala v letech 1961–1998. Všechny byly ze služby vyřazeny.

## Stavba
Roku 1950 vznikl plán na stavbu šesti nových fregat vycházejících z britského typu 12M Rothesay, později ale byl jejich počet omezen na čtyři. Zakázku si rozdělily australské loděnice Williamstown Naval Dockyard ve Williamstownu poblíž Melbourne a Cockatoo Island Dockyard v Sydney, přičemž fregaty do služby vstupovaly v letech 1961–1963. Roku 1959 byly objednány dvě další fregaty, u kterých byly použity některé prvky modernějších britských fregat typu 12I Leander. Stejné loděnice si stavbu rozdělily po jednom plavidle, přičemž ta byla dokončena v letech 1971–1971.
Jednotky třídy River:
| Jméno                   | Typ     | Loděnice                    | Spuštěna          | Vstup do služby   | Status                                   |
| ----------------------- | ------- | --------------------------- | ----------------- | ----------------- | ---------------------------------------- |
| HMAS Yarra (DE 45)      | Typ 12M | Williamstown Naval Dockyard | 30. září 1958     | 27. července 1961 | Vyřazena 1985, sešrotována.              |
| HMAS Parramatta (DE 46) | Typ 12M | Cockatoo Island Dockyard    | 31. ledna 1959    | 4. července 1961  | Vyřazena 1991, sešrotována.              |
| HMAS Stuart (DE 48)     | Typ 12M | Cockatoo Island Dockyard    | 8. dubna 1961     | 28. června 1963   | Vyřazena 1991, sešrotována.              |
| HMAS Derwent (DE 49)    | Typ 12M | Williamstown Naval Dockyard | 17. dubna 1961    | 30. dubna 1964    | Vyřazena 1994, potopena jako umělý útes. |
| HMAS Swan (DE 50)       | Typ 12I | Williamstown Naval Dockyard | 16. prosince 1967 | 20. ledna 1970    | Vyřazena 1996, potopena jako umělý útes. |
| HMAS Torrens (DE 53)    | Typ 12I | Cockatoo Island Dockyard    | 28. září 1968     | 19. ledna 1971    | Vyřazena 1998, sešrotována.              |

## Konstrukce

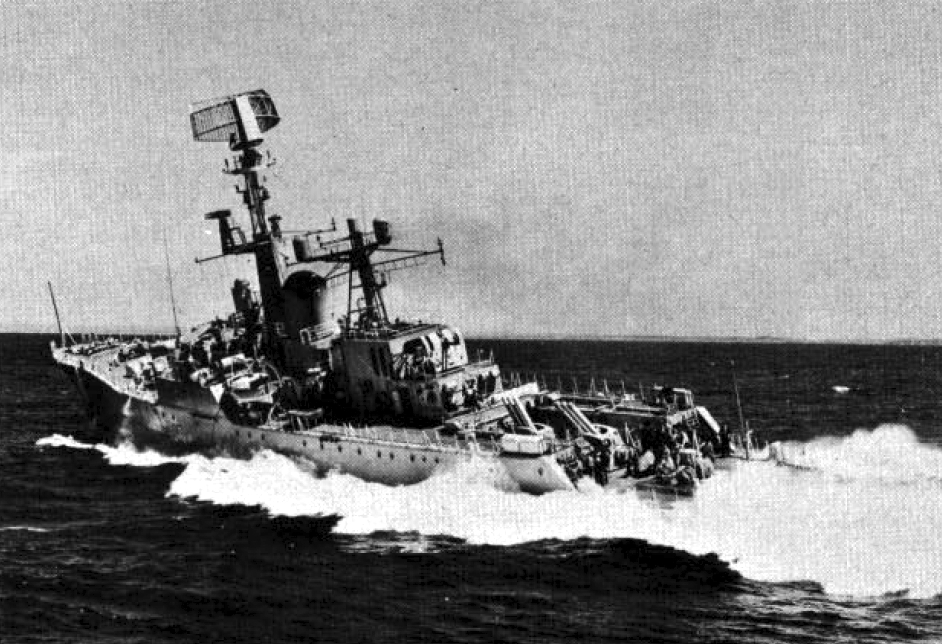
Yarra (DE 45) roku 1962. Na zádi jsou patrné dva trojhlavňové vrhače Limbo.

První skupinu třídy River tvořily čtyři fregaty (Yarra, Parramatta, Stuart a Derwent), z nichž první pár převzal konstrukci typu 12M Rothesay a u druhého byla zapracována některá zlepšení. První dvě fregaty Yarra a Parramatta byly vyzbrojeny dvěma dvouúčelovými 114mm kanóny (QF 4.5 inch Mark V) v dělové věži na přídi, dvěma 40mm kanóny Bofors a dvěma trojhlavňovými salvovými vrhači hlubinných pum Mk 10 Limbo. Pohonný systém tvořily dva kotle a dvě turbíny o celkovém výkonu 30 000 hp, pohánějící dva lodní šrouby. Nejvyšší rychlost dosahovala 30 uzlů. Dosah byl 4500 námořních mil při rychlosti 12 uzlů.
Druhý pár Stuart a Derwent měl vylepšené vybavení a výzbroj. 40mm kanóny od počátku nahradil čtyřnásobný protiletadlový raketový komplet Seacat a místo jednoho z vrhačů Limbo byl instalován protiponorkový systém Ikara. Další změnou byla instalace sonaru s měnitelnou hloubkou ponoru.
Druhou skupinu třídy River tvořily fregaty Swan a Torrens. Měly mírně zvětšený trup, zlepšenou stabilitu a vylepšenou elektroniku (např. systémy řízení palby). Jako výzbroj nesly dva 114mm kanóny, jeden čtyřnásobný protiletadlový raketový komplet Seacat, jeden protiponorkový systém Ikara a jeden salvový vrhač hlubinných pum Mk 10 Limbo.

### Modernizace

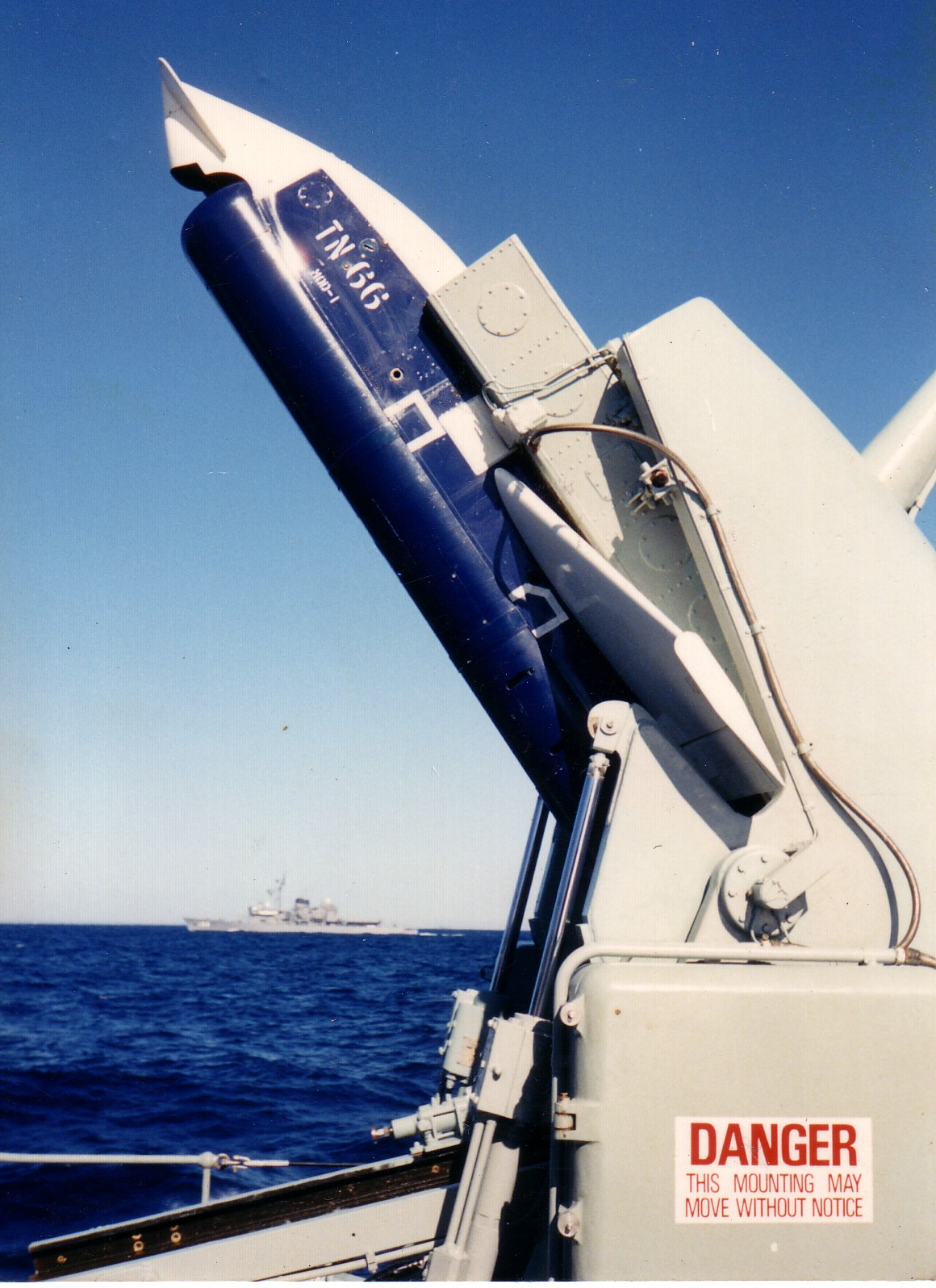
Protiponorkový systém Ikara

V 60. letech byla výzbroj nejstarších fregat Yarra a Parramatta modernizována na úroveň ostatních plavidel. 40mm kanóny byly nahrazeny kompletem Seacat a jeden vrhač Limbo nahradil systém Ikara. V 70.–80. letech z nich byl demontován i zbylý vrhač Limbo, na jehož místě byla instalována přistávací plocha pro vrtulník. Plavidla navíc dostala dva trojhlavňové 324mm protiponorkové torpédomety Mk 32.
Roku 1984 byl také na fregatách Swan a Torrens demontován vrhač Limbo a na jeho místě instalovány dva trojhlavňové 324mm protiponorkové torpédomety Mk 32.
Roku 1991 byly ze zbývajících fregat Derwent, Swan a Torrens sejmuty zbraňové systémy Seacat a Ikara. Jejich redukovanou výzbroj pak tvořily pouze dva 114mm kanóny, dva 12,7mm kulomety a dva trojité 324mm torpédomety.

## Operační služba

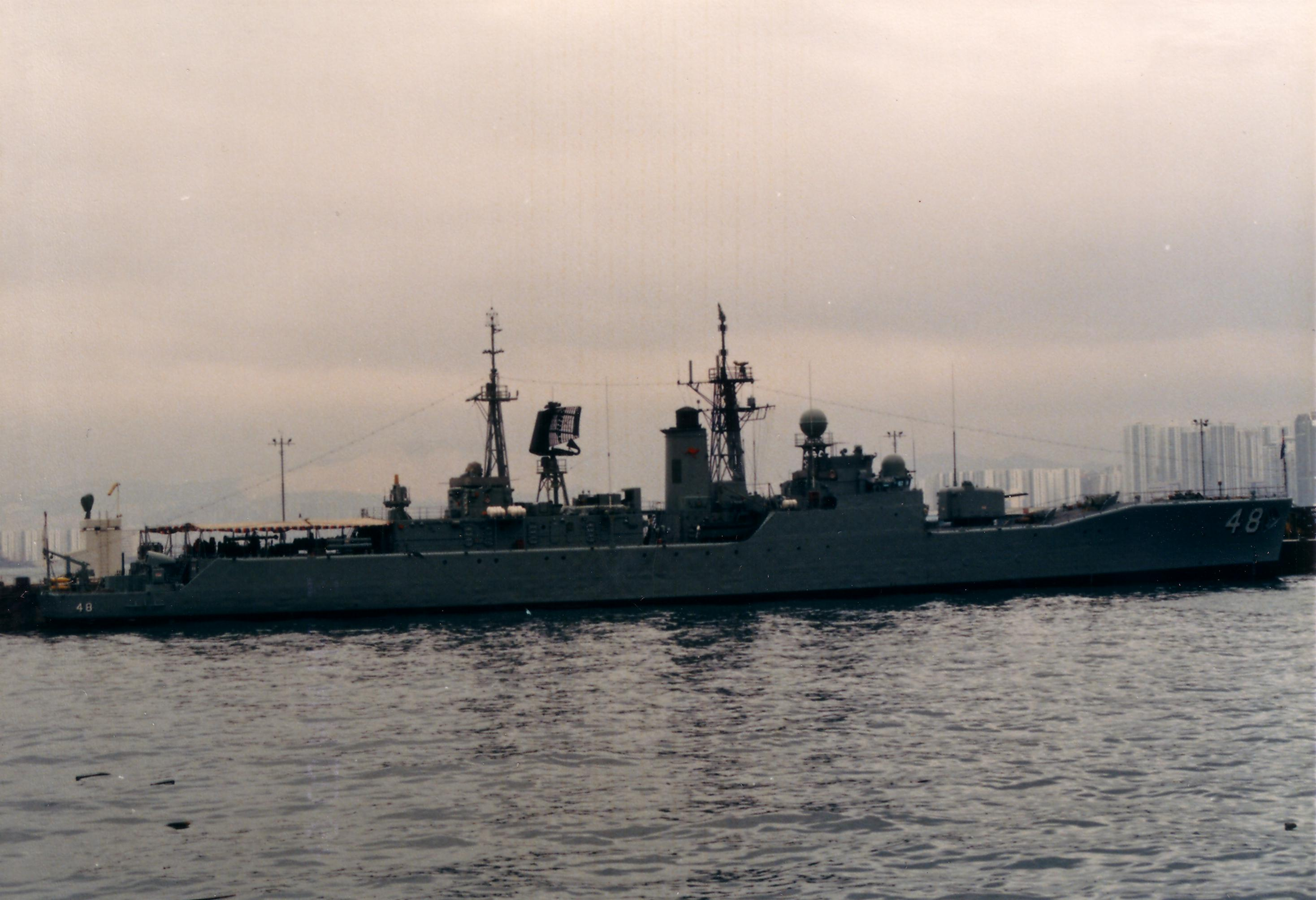
Stuart (DE 48) roku 1989. Na zádi již má přistávací plochu pro vrtulník.

Fregata Parramatta tvořila čestný doprovod královské jachty HMY Britannia během návštěvy britské královny Alžběty II. roku 1963. Třída se rovněž zapojila do vietnamské války. Například v letech 1965, 1968 a 1971 Parramatta doprovázela letadlovou loď HMAS Sydney (R17) převážející do Vũng Tàu vojáky. Roku 1974 Parramatta dopravila humanitární pomoc na zemětřesením zasažený ostrov Bali.
Swan a Torrens sloužily v posledních letech své šlužby k výcviku.